# Синагога на Нижній Солом'янці
Синаго́га на Нижній Солом'янці  — колишня синагога у Києві, що була розташована на вулиці Вокзальній, на місці сучасного технічного басейну ТЕЦ-3.

## Історія
У другій половині XIX століття на Солом'янці проживало досить багато євреїв, за переписом 1874 року з 3910 мешканців Солом'янки та сусіднього Протасового Яру 965 осіб (502 чоловіки та 463 жінки), тобто майже 25 % були євреями.
У березні 1878 року на Нижній Солом'янці, на вулиці Вокзальній (тоді — Безіменний провулок), у садибі Шнеєра Дондика (Дондикова) відкрилася юдейська молельня. Вочевидь вона розміщувалася в окремому дерев'яному будинку і 1885 року постраждала від пожежі, а 16 червня 1897 року при черговій пожежі згоріла вщент, про що писала газета «Кіевлянинъ»: «…згоріла двоповерхова будівля молитовного будинку єврейської громади».
Того ж 1897 року коштом громади молитовню відбудували, першим її старостою став купець 1-ї гільдії Іосель Лев. Це була порівняно невелика двоповерхова, квадратна у плані споруда на мурованому фундаменті, обкладена цеглою. Дев'ятивіконний фасад був несиметричним, лівий кут прикрашався наріжною декоративною вежечкою. При синагозі діяли Талмуд-Тора і хедер. Синагога стояла на розі двох вулиць, тому мала дві адреси — Безіменний провулок (сучасна Вокзальна вул.), 17 та Караваєвська вул. (сучасна вул. Гетьмана Павла Скоропадського), 36.
За радянських часів ця синагога стала відомою як синагога «Талнер» («Тальнер») — від хасидів з містечка Тальне на Черкащині. Будівлю синагоги націоналізували, але станом на 1921 рік її орендаторами були одночасно три юдейські громади: «Талнер», «Ашкеназі» та «Пояле-Целек». До кінця 1920-х років Солом'янська синагога лишилася чи не єдиною юдейською молитовнею Києва, її парафію поповнили євреї, що раніше відвідували інші, вже закриті синагоги. Втім, у грудні 1930 року синагогу закрили під приводом перебудови та розширення залізничного вокзалу. Громада намагалася повернути собі синагогу, проте міська влада відмовила у клопотанні і після 1931 року будівлю молитовні знесли, як і більшість сусідніх житлових будинків (загалом близько 15 споруд). У кварталі, де вона стояла, збудували комплекс теплоелектроцентралі, пущеної 1937 року (сучасна ТЕЦ-3), а на місці власне звели градирню, пізніше розібрану.

## Галерея

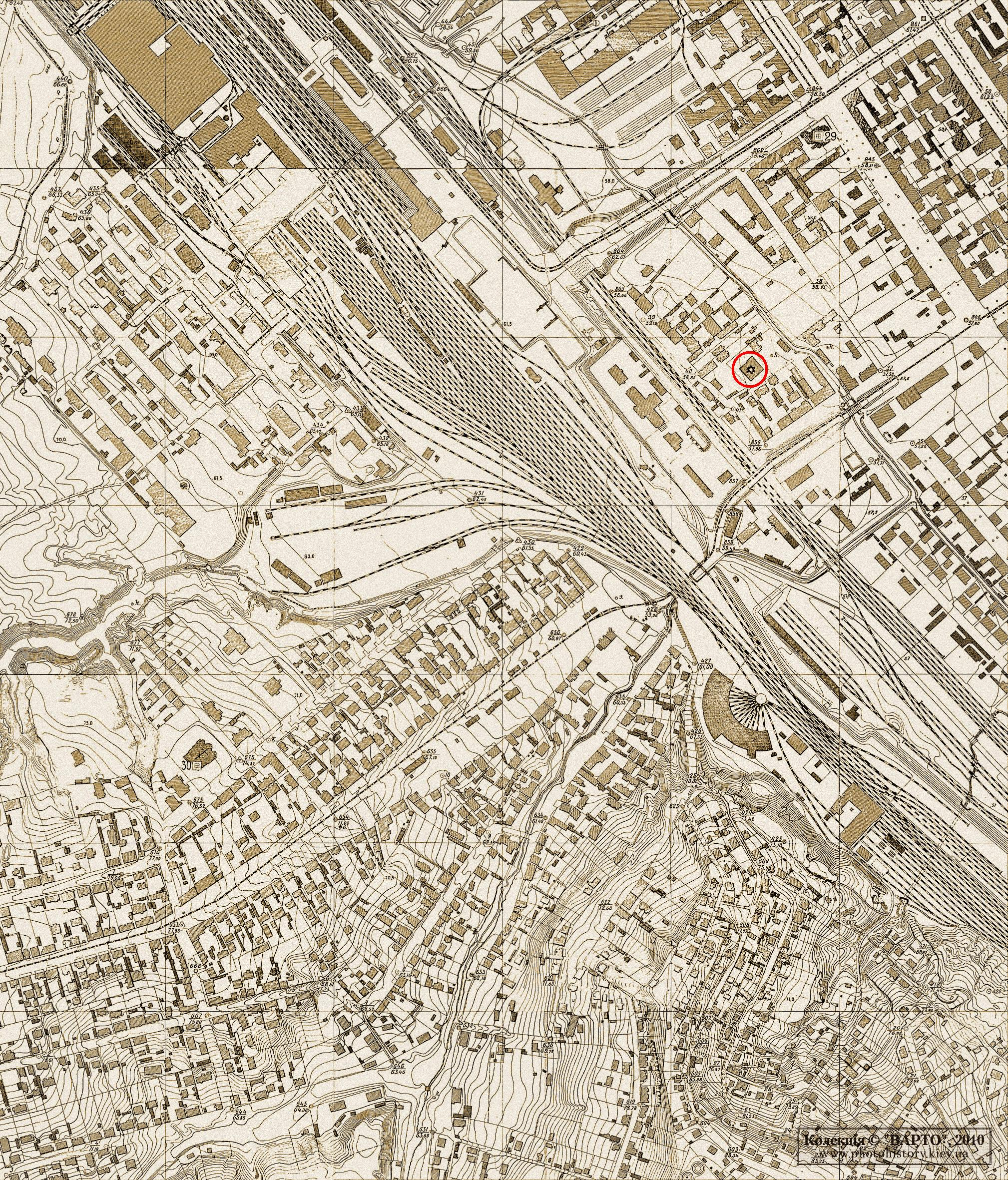
Синагога на топографічному плані 1925 р. (показана у колі)